# Came (Pirineos Atlánticos)
Came, en francés y oficialmente (en euskera Akamarre, en gascón Càmer), es una comuna francesa, situada en el departamento de Pirineos Atlánticos y la región de Aquitania. Pertenece al território histórico vasco-francés de Baja Navarra y se encuentra atravesada por el río Bidouze.
Limita al norte con Hastingues, Oeyregave y Orthevielle, en el departamento de las Landas; al este, con Léren y Saint-Pé-de-Léren; al oeste con Bidache; al sureste con Labastide-Villefranche y Arancou, y al sur con Arraute-Charritte y Bergouey-Viellenave.
Dependía del senescal de Came durante el Antiguo Régimen y no de Navarra, exceptuando el barrio de la Herrería.

## Heráldica
Cuartelado: 1.º, en campo de sinople, una mazorca de maíz, de oro, hojada del mismo metal; 2.º, en campo de oro, una silla de perfil, de sable; 3.º, en campo de oro, un río de plata, puesto en faja, cargado de un barco de sable, y el jefe de azur, y 4.º, en campo de sinople, una gavilla de trigo de sable.

## Demografía
| Gráfica de evolución demográfica de Came entre 1800 y 2012 |
|                                                            |

Fuentes: Ldh/EHESS/Cassini e INSEE.